# Cerambyx lucidus
Cerambyx lucidus là một loài bọ cánh cứng trong họ Cerambycidae.